# Eduardo Abaroa
Eduardo Abaroa Hidalgo, född 13 oktober 1838 i San Pedro de Atacama, död 23 mars 1879 i Calama, var en av de viktigaste bolivianska hjältarna under Stillahavskrigen. 
På hans dödsdag firas den nationella högtiden Día del Mar ("Havets dag"). Han har givit namn åt provinsen Eduardo Abaroa i departementet Oruro och ett naturreservat i södra Bolivia.